# 3 Deewarein
3 Deewarein (inny tytuł Teen Deewarein, angielski Three Walls, tłumaczenie: Trzy mury) to dramat więzienny produkcji indyjskiej wyreżyserowany w 2003 roku przez Nagesh Kukunoora. W rolach głównych występują Jackie Shroff, Juhi Chawla, Naseeruddin Shah oraz reżyser filmu Nagesh Kukunoor. Akcja filmu umieszczona jest w Hajdarabadzie w Andhra Pradesh, większość scen rozgrywa się w więzieniu. Tematem filmu są przeżycia ludzi, którzy zabili i oczekują na śmierć. W centrum fabuły są relacje między czwórką bohaterów: trójką skazanych na śmierć więźniów i realizującą dokumentalny film kobietą, która próbuje zrozumieć ich uczucia.

## Fabuła
Więzienie w Hajdarabadzie. Trzech mężczyzn oczekuje na powieszenie. Jaggu (Jackie Shroff), prawnik i poeta obsesyjnie kochający swoją żonę. Zabił ją, gdy dowiedział się, że chce go opuścić z kochankiem. Teraz czeka na śmierć jak na wyzwolenie. Nagya (Nagesh Kukunoor), wściekły na cały świat. Tylko Jaggu wierzy mu, że nie jest winny śmierci swojej znienawidzonej żony, że przypadkiem podczas ich kłótni wpadła pod samochód. Nagya wciąż łudzi się, że prawda zwycięży i nie umrze on jako niewinnie skazany. Ishaan (Naseeruddin Shah), czarujący włamywacz, któremu udaje się uciec z każdego więzienia. Niezwiązany z nikim, wolny ptak, który fachu złodziejskiego uczył się od matki. Poślizgnąwszy się podczas włamania do banku, postrzelił na śmierć brzemienną kobietę.
Za zgodą dążącego do reform i spragnionego reklamy swoich metod szefa więzienia Mohana Kumara (Gulshan Grover) więźniom wolno opowiedzieć swoje historie Chandrice (Juhi Chawla). Kręcąc film próbuje ona zrozumieć, co czują ludzie, którzy zabili i wkrótce sami zostaną zabici.
W zakończeniu filmu okazuje się, że losy wszystkich bohaterów splecione są ze sobą w nieoczekiwany sposób, a kluczowe wydarzenia w życiu głównych postaci uzyskują nowe, niespodziewane wytłumaczenie.

## Obsada
- Naseeruddin Shah – Ishaan Mirza
- Jackie Shroff – Jaggu (Jagdish Prasad)
- Juhi Chawla – Chandrika
- Nagesh Kukunoor – Naagya
- Gulshan Grover – Mohan Kumar

## Nagrody i nominacje
1. Nagroda Filmfare za Najlepszy Scenariusz – Nagesh Kukunoor
2. Nagroda Screen Weekly dla Najlepszej Aktorki Drugoplanowej – Juhi Chawla
3. nominacja do Nagrody Screen Weekly dla Najlepszego Aktora Drugoplanowego – Naseeruddin Shah
4. nominacja do Nagrody Screen Weekly za Najlepszy Scenariusz – Nagesh Kukunoor
5. nominacja do Nagrody Screen Weekly dla Najlepszego Reżysera – Nagesh Kukunoor
6. nominacja do Nagrody Screen Weekly za Najlepszy Film
7. nominacja do Nagrody Zee Cine dla Najlepszego Aktora Drugoplanowego – Naseeruddin Shah
8. nominacja do Nagrody Zee Cine dla Najlepszej Aktorki Drugoplanowej – Juhi Chawla